# Ainhoa, Pyrénées-Atlantiques
Ainhoa, Pyrénées-Atlantiques là một xã của tỉnh Pyrénées-Atlantiques, thuộc vùng Nouvelle-Aquitaine, tây nam nước Pháp.